# Kurt Vetterlein
Kurt Vetterlein (* 21. August 1910 in Hof; † 6. September 1990 in Mühltal) war ein deutscher Diplom-Ingenieur und Kryptologe.
Vetterlein studierte in München und war seit 1929 Mitglied der Studentenverbindung Polytechnischer Club München (seit 1931 Münchener Burschenschaft Franco-Bavaria bzw. nach Fusion 1970 der Münchener Burschenschaft P.C. Apollo). Er war ab 1940 als Oberpostrat Referatsleiter der Forschungsanstalt der Deutschen Reichspost in Kleinmachnow bei Berlin, die im Dritten Reich unter anderem mit nachrichtendienstlichen Aktivitäten betraut war.

## Leistungen
Vetterlein brach im Zweiten Weltkrieg die Verschlüsselung transatlantischer Telefonate durch sogenannte Zerhacker (vgl. Gellermann 1991). So war es möglich, Telefonate über die transatlantische Fernsprechverbindung, die seit 1926 bis zur Inbetriebnahme des ersten transatlantischen Telefonkabels 1956 über Funk abgewickelt wurde, abzuhören, den Gesprächsinhalt aufzunehmen und mittels Schallspektrografen wieder zu rekonstruieren.